# Philoria frosti
La rana Baw Baw (Philoria frosti Spencer, 1901) è una specie di rana australiana in grave pericolo di estinzione, classificata nella Lista Rossa dell'IUCN, endemica del Baw Baw National Park. Ha subito un calo della popolazione, dovuto principalmente all'infezione causata dal fungo chitridio. Zoos Victoria ha avviato un programma di riproduzione per garantire la sopravvivenza della specie, iniziato nel 2010, e nell'ottobre 2018 ha raccolto con successo le prime uova deposte in cattività.

## Tassonomia ed etimologia
La specie è stata descritta come Philoria frosti da Walter Baldwin Spencer nel 1901 in onore di Charles Frost, un naturalista australiano. Gli esemplari utilizzati nella descrizione della specie (serie tipo) sono stati forniti da Frost, un erpetologo dilettante, che ha recuperato cinque individui rigurgitati da un serpente tigre.

## Descrizione
La lunghezza degli adulti varia tra i 42 e i 55 millimetri. Gli adulti sono di colore marrone scuro e spesso hanno il ventre marrone o marrone scuro con macchie gialle. La rana Baw Baw ha una parotoide prominente sulle spalle. A differenza della maggior parte delle rane ha le dita dei piedi non palmate. La specie è confinata in una piccola regione di habitat montano protetto, situato ad un'altitudine compresa tra i 1000 e i 1300 metri, sul plateu del Monte Baw Baw, negli altopiani centrali dello stato di Victoria, in Australia. Alla schiusa, i girini sono di colore bianco crema e privi di pigmentazione, acquisendo una certa colorazione e pigmentazione degli occhi man mano che maturano. I girini hanno grandi sacchi vitellini e bocche residue e non si nutrono fino alla metamorfosi. A differenza del comportamento tipico dei girini di altre specie di rane, questi girini in fase di sviluppo non nuotano né si nutrono, ma si affidano al nutrimento fornito dal sacco vitellino. I metamorfismi hanno una colorazione diversa dagli adulti. Durante l'inverno, vivono sotto la neve e sono più attivi rispetto a molte altre rane nei periodi più freddi. La deposizione delle uova avviene dopo lo scioglimento della neve, di solito in nidi ricoperti di muschio o in varie fessure, a volte fino a un metro di profondità sotto la superficie tra le rocce.

## Habitat e riproduzione
L'ambiente di riproduzione dipende dalla saturazione del suolo umido e dal flusso di acqua sotterranea sotto la copertura vegetale, il legname caduto e le rocce, con la riproduzione che avviene su base annuale.  I gruppi di uova sono in genere costituiti da 50-185 uova, che appaiono bianche e prive di pigmentazione. La schiusa di solito inizia circa 10 giorni dopo la deposizione delle uova e può continuare per una durata fino a 5 giorni. 

## Popolazione in calo
Le stime della popolazione si sono ridotte da 15.000-10.000 maschi riproduttori nel 1983 a circa 750, ovvero, secondo Frogs Victoria, meno di 250 individui. La diminuzione è probabilmente causata dalla chitridiomicosi, attribuita al fungo chitridio. Questa malattia può essere correlata alla diminuzione di molte popolazioni di anfibi in tutto il mondo.

## Programma di riproduzione in cattività
Per salvare la rana dall'estinzione, è stato avviato un programma di riproduzione in cattività autosufficiente, con Zoos Victoria a capo. Quando il programma è stato avviato nel 2010, non si sapeva quasi nulla sulla gestione delle rane in cattività.
Lo Zoo Victoria ha studiato gli effetti delle fonti di cibo e della temperatura sullo sviluppo della crescita delle larve. Le larve allevate erano a una temperatura bassa di 12 gradi Celsius o a una temperatura alta di 17 gradi Celsius, con o senza substrato che regolasse la disponibilità di cibo. I ricercatori hanno misurato sia le dimensioni corporee che la durata fino alla metamorfosi.  La ricerca ha concluso che la modifica della temperatura e delle fonti di cibo potrebbe aumentare il tasso di natalità.
È stato creato un ambiente artificiale in un container denominato "Baw Baw Bunker" e le prime uova sono state raccolte in natura nel 2011, ma non erano vitali. Nel 2013, 96 metamorfi sono stati allevati dalle uova raccolte. Undici femmine sono state catturate in natura nel 2016 per la prima volta, e il 22 ottobre 2018 le prime uova sono state deposte in cattività. I ricercatori hanno pianificato di collocare le uova in una parte del Monte Baw Baw priva di funghi chitridio entro quattro settimane.
Nel novembre 2020, quando si stimava che circa 1.000 rane rimanessero in natura, 25 rane adulte maschio e 25 femmine sono state rilasciate con trasmettitori radio sul dorso in varie aree appositamente selezionate sul monte Baw Baw. I ricercatori sperano che il rilascio delle rane adulte, il primo tentativo in questo senso, crei una popolazione di rane più robusta e più rapidamente rispetto al solo rilascio delle uova. 